# Garopaba

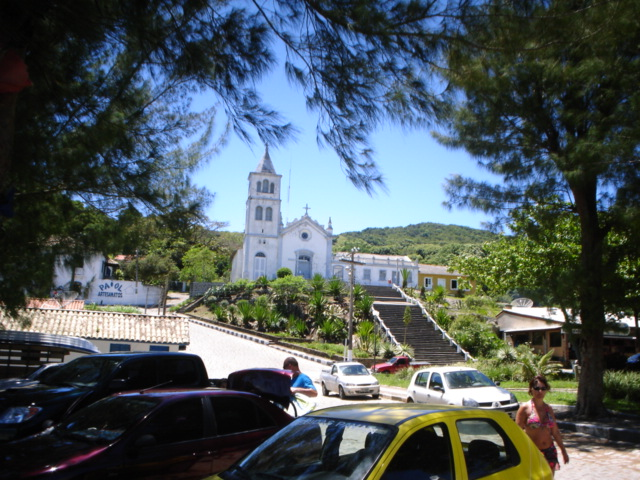
Vue de la chapelle principale de Garopaba.

Garopaba est une ville brésilienne du littoral de l'État de Santa Catarina.

## Généralités
Garopaba fut fondée en 1846, avec l'autorisation donnée par l'assemblée législative de la province pour la construction d'une église, d'un cimetière et d'un presbytère. La population, principalement d'origine açorienne à ses débuts, se consacrait à la pêche à la baleine. Le nom de Garopaba, tient son origine du guarani et signifie « lieu des bateaux ».
La ville devient petit à petit une destination touristique prisée, principalement pour touristes à haut pouvoir d'achat et au style de vie excentrique.

## Géographie
Garopaba se situe à une latitude de  28° 01' 22" sud et à une longitude de 48° 36' 46" ouest. Son altitude moyenne est de 18 mètres. Sa population était de 18 144 habitants au recensement de 2010. La municipalité s'étend sur 115 km2.
Elle se trouve à environ 90 kilomètres au sud de Florianópolis, la capitale de l'État, et à 420 km au nord de Porto Alegre.
Elle fait partie de la microrégion de Tubarão, dans la mésorégion Sud de Santa Catarina.

## Économie
L'économie de Garopaba tourne autour du tourisme estival. La ville compte près de 15 000 habitants l'hiver, nombre multiplié par 6 pendant l'été.
On trouve également quelques industries, spécialisée dans les vêtements et accessoires de surfs (entreprise Neoprene Brasil) et les portes sécurisées pour les banques (entreprise Mineoro).

## Villes voisines
Garopaba est voisine des municipalités (municípios) suivantes :
- Imbituba
- Imaruí
- Paulo Lopes